# Тит Калестрий Тирон Орбий Сперат
Тит Калестрий Тирон Орбий Сперат (лат. Titus Calestrius Tiro Orbius Speratus) — римский политический первой половины II века.
О происхождении Сперата ничего неизвестно. Известно, что он был другом и сверстником писателя Плиния Младшего. Сперат служил одновременно с ним в Сирии, но в другом подразделении — он был военным трибуном VI Железного легиона. В 92 году Тит занимал должность квестора в провинции Вифиния и Понт. Затем он находился на посту легата Нарбонской Галлии, последовательно был народным трибуном и претором, куратором Тибуртинской дороги. После этого Сперат был легатом V Македонского легиона и, возможно, на этом посту принимал участие в Дакийских войнах. По мнению Стефена Трейси, после легатства Тит находился на посту проконсула Ахайи. В конце правления императора Траяна, примерно в 115—117 годах, Сперат был легатом пропретором Киликии. В 122 году он занимал должность консула-суффекта вместе с Гаем Требием Максимом.